# Georges Rayet
Georges-Antoine-Pons Rayet (12. prosince 1839 – 14. června 1906) byl francouzský astronom.
Narodil se v Bordeaux. V roce 1863 začal pracovat v Pařížské observatoři. Kromě astronomie se věnoval též meteorologii. Specializoval se zejména na tehdy novou oblast spektroskopie.
Založil observatoř v Bordeaux, kde dalších více než 25 let až do své smrti dělal ředitele. Spolu s Charlesem Wolfem objevil v roce 1867 Wolfovy–Rayetovy hvězdy. Roku 1891 získal Janssenovu medaili od Francouzské akademie věd.

## Nekrology
- E 172 (1906) 111//112 (ve francouzštině)
- ApJ 25 (1906) 53
- Obs 29 (1906) 332 (jeden odstavec)
- PASP 18 (1906) 280 (jedna věta)